# ل ورسود
ل ورسود (به فرانسوی: Le Versoud) یک کمون در فرانسه است که در Canton of Domène واقع شده‌است.

## خصوصیات
ل ورسود ۶ کیلومترمربع مساحت و ۴٬۱۹۵ نفر جمعیت دارد و ۲۲۲ متر بالاتر از سطح دریا واقع شده‌است.